# Cerveza Cristal (Perú)
La Cerveza Cristal es una marca de cerveza producida por la Unión de Cervecerías Peruanas Backus y Johnston en el Perú. Es la marca de cerveza más consumida en ese país y es conocida popularmente como La Rubia. Al ser el producto de bandera de la cervecería, su nombre bautizó al equipo peruano de fútbol Sporting Cristal que participa en la primera división peruana y también es patrocinador del Torneo Peruano y de la selección peruana.
La cerveza Cristal, una cerveza lager, fue empezada a fabricar en 1922. Este producto se encuentra dentro de la categoría de las cervezas claras y brillantes, tipo Pilsener. Su primera presentación fue de botella verde con etiqueta ovalada, sin embargo, esta ya no se mantiene actualmente donde se utiliza una botella ámbar de hoy en día y una etiqueta en forma de trébol.
Es una cerveza de buen cuerpo, suave, con buena espuma, clara y consistente y su nivel de drinkability es considerado como muy bueno. Tiene un contenido alcohólico de 5%, un contenido menor al 3.5% de carbohidratos.

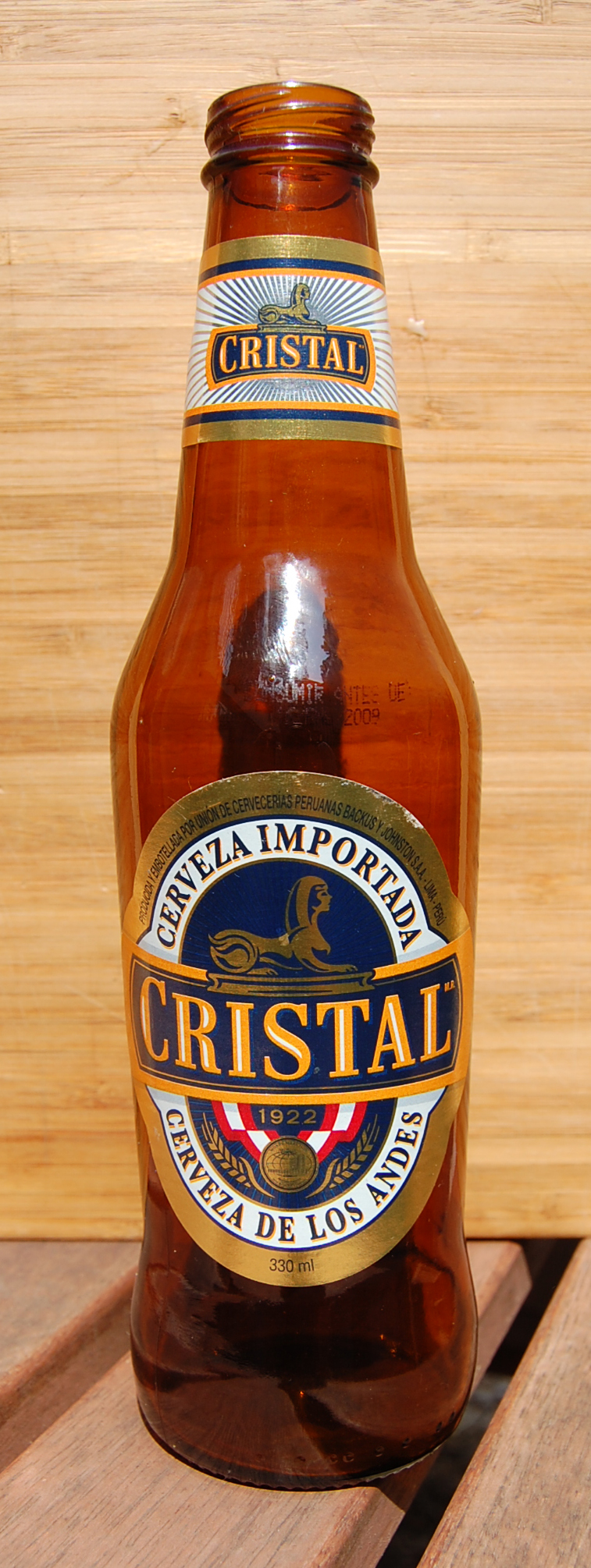
Botella de Cerveza Cristal

La Cerveza Cristal ha recibido un Silver Award a las Selecciones Mundiales de la Calidad, organizadas por Monde Selection en 2009.

## Producción
La cerveza Cristal se produce en todas las plantas de producción de la Unión de Cervecerías Peruanas Backus y Johnston:
- Planta Ate, ubicada en el distrito de Ate, ciudad de Lima. Es la principal planta de producción de la empresa. Tiene una capacidad de producción de 5 millones de hectolitros al año y cuenta con las certificaciones ISO 9001, ISO 14001, OHSAS 18001 y HACCP. Produce además las marcas Pilsen Callao, Barena, Cusqueña, Malta Polar y Malta Cusqueña.[6][7]
- Planta Motupe, ubicada en el distrito de Motupe, cerca de la ciudad de Chiclayo. Tiene una capacidad de producción de un 1'600.000 hectolitros al año y cuenta con las certificaciones ISO 9001, ISO 14001, OHSAS 18001 y HACCP. Produce además la marca Pilsen Trujillo.[8]
- Planta Trujillo, ubicada en la ciudad de Trujillo. Cuenta con las certificaciones ISO 9001, ISO 14001, OHSAS 18001 y HACCP. Produce además las marcas Pilsen Callao y Pilsen Trujillo.[9]
- Planta Arequipa, ubicada en el distrito de Sachaca, en la ciudad de Arequipa. Tiene una capacidad de producción de un 1'600.000 hectolitros al año y cuenta con las certificaciones ISO 9001, ISO 14001, OHSAS 18001 y HACCP. Produce además las marcas Pilsen Callao, Arequipeña y Malta Cusqueña.[10]
- Planta Cusco, ubicada en la ciudad del Cusco. Tiene una capacidad de producción de 600.000 hectolitros al año y cuenta con las certificaciones ISO 9001, ISO 14001, OHSAS 18001 y HACCP. Produce además las marcas Cusqueña y Pilsen Callao.[11]
- Planta Pucallpa, ubicada en la ciudad de Pucallpa. Tiene una capacidad de producción de 600.000 hectolitros al año y cuenta con las certificaciones ISO 9001, ISO 14001, OHSAS 18001 y HACCP. Produce además las marcas San Juan y Pilsen Callao.[12]

## Presentaciones
La cerveza Cristal se comercializa en las siguientes presentaciones:
- Chopp, de 30 y 50 litros de venta a domicilio.
- Botella de 1.0 litros, conocidos en el Perú como margaritos.
- Botella de 0.650 litros, esta presentación es la capacidad clásica en la venta de cerveza.
- Botella de 0.330 litros, presentación pequeña para venta al por menor. Sus tapas son enroscables. También vienen empacadas de a seis.
- Lata de 0.250 litros, empacadas de a seis.
- Lata de 0.355 litros, empacadas de a seis o doce.
- Lata de 0.473 litros, empacadas de a seis.

Adicionalmente, tanto por Navidad como por Fiestas Patrias, se editan empaques conmemorativos especiales.